# Jan Vraciu
Jan Vraciu (n. 23 noiembrie 1958 – d. 1 septembrie 2020, Focșani) a fost un politician român, senator în legislatura 2004-2008, ales în județul Vrancea pe listele partidului PD. Jan Vraciu a fost membru în grupurile parlamentare de prietenie cu Republica Populară Chineză, Republica Slovenia și Republica Turcia. Jan Vraciu a fost membru în comisia pentru apărare, ordine publică și siguranță națională și în comisia economică, industrii și servicii (martie 2007 - septembrie 2008). Jan Vraciu a inițiat 18 propuneri legislative din care 3 au fost promulgate legi.